# Ficus rubromidotis
Ficus rubromidotis är en mullbärsväxtart som beskrevs av Edred John Henry Corner. Ficus rubromidotis ingår i släktet fikonsläktet, och familjen mullbärsväxter. Inga underarter finns listade i Catalogue of Life.